# Orosz ortodox egyház
Az orosz ortodox egyház (oroszul: Русская православная церковь) jelenleg a legnagyobb ortodox egyház. Vezetőjének címe: Moszkva és egész Oroszország pátriárkája.

## Története
Az orosz ortodox egyház eredete I. Vlagyimir kijevi nagyfejedelem 988-as megkeresztelkedésére vezethető vissza (lásd a Kijevi Rusz áttérése a kereszténységre).
Az elmúlt évek krónikája arról számol be, hogy 987-ben, a bojárokkal folytatott konzultációt követően, Vlagyimir követeket küldött a szomszédos nemzetekhez, hogy hívjanak onnan követeket, hogy összehasonlítva hitüket felmérjék, melyik vallás lenne a legjobb a Rusz számára. Az eredményt a következő apokrif legenda írja le. A követek arról számoltak be, hogy a muszlim volgai bolgárok között nincs öröm, csak szomorúság és nagy bűz uralkodik náluk; vallásukat kerülni kell az alkohol- és a sertéshúsfogyasztás tilalma miatt; ezeknek Vlagyimir akkor azt válaszolta: „Oroszország öröme az ivás”.
Orosz források leírják a herceg találkozását zsidó vallású követekkel is (akik kazárok lehettek). Miután alaposan kikérdezte őket a vallásukról, nem volt hajlandó áttérni arra hivatkozva, hogy Jeruzsálem elvesztése rávilágított arra, hogy a zsidó híveket Isten elhagyta. Végül Vlagyimir keresztényeket kért. A komor német templomokban küldöttei arról számoltak be neki, hogy nincs szépség, de a konstantinápolyi Hagia Szophiáról így számoltak be: „Nem tudtuk, hogy a mennyben vagy a földön vagyunk-e.” Vlagyimir népét így a görög ortodox egyház vallására térítette.
Kijev egy új egyházi tartomány fővárosa lett, amelyet a Konstantinápolyi Ortodox Patriarkátus fennhatósága alá helyeztek. Ezt követően a kijevi metropolitának Vlagyimirba (1299), majd Moszkvába (1325) kellett költöznie. Az utolsó metropolitát 1441-ben menesztették és száműzték, miután az orosz egyház püspöki szinódusa megtagadta a Firenzei Unió elfogadását.
1448-ban a püspöki szinódus, amely Isten egész népét képviselte mint a klérusok és a laikusok unióját, jóváhagyta az orosz egyház elválasztását a Konstantinápolyi Patriarkátustól. Azóta autokefálissá (önálló vezetésűvé) vált. Jónás rjazanyi püspököt Moszkva és egész Oroszország metropolitájává választották anélkül, hogy Konstantinápoly jóváhagyását kérték volna. Csak 1589-ben II. Tranos Jeremiás konstantinápolyi pátriárka rendeletével hivatalossá tette Jób metropolita kinevezését Moszkva és egész Oroszország pátriárkájává.
Nikon pátriárka megválasztása után, 1654-ben összehívták a püspöki szinódust, hogy helyreállítsák a görög és orosz egyház liturgikus gyakorlatának egységességét. A második zsinat, amelyet 1656-ban Moszkvában tartottak, jóváhagyta a munkálatok felülvizsgálatát az első zsinat elrendelése szerint, és törölte a másként gondolkodó kisebbséget, amelybe a jámborság buzgói és Pavel kolomnai püspök is tartozott. A reformok egybeestek az Oroszországot 1654-ben pusztító nagy pestisjárvánnyal, valamint az 1666 közeledte okozta rettegés időszakával, amelyről sok orosz úgy gondolta, hogy az apokalipszis éve lesz. A Raskol az a szakadás, amely az orosz egyház hivatalos ortodox egyházra és óhitű mozgalomra szakadásához vezetett.
1700-ban Hadrianusz pátriárka halála után nem választották meg az új pátriárkát, helyére egy ügyvivő került. A patriarchátust Nagy Péter cár 1721. január 25-én felszámolta, és felállította a Legszentebb Kormányzó Zsinatot, amelynek létszáma 10-12 fő között mozgott, beleértve a moszkvai metropolitát is, amelynek élén egy birodalmi ügyész állt. Az októberi forradalmat követően 1918. április 6-án megszüntették a Legszentebb Szinódust, és újra megalakult a Moszkvai Patriarchátus.
1917. október 28-án (november 17-én) az összoroszországi püspöki szinóduson helyreállították a patriarchátust. A hosszú zsinati időszak után az első pátriárkát november 5-én választották meg Tyihont, akit már júniusban Moszkva metropolitájává választottak (majd december 4-én trónra lépett).
Az októberi forradalom után az egyházat üldözték, mert az antibolsevik frakció részének tartották, és a papság sok tagját bebörtönözték vagy megölték az új rezsim parancsára. Ennek során sok hívő a föld alá menekült. Megszületett egy föld alatti egyház, amelyet „Katakombák tpegyházának” is neveznptek. Ez azonban nem egyetlen szervezet, hanem sok különböző csoportból álló jelenség volt. Tyihon pátriárka 1925-ben bekövetkezett halála után posztja betöltetlen maradt. Csak 1937-ben választották meg az új I. Szergiusz pátriárkát. Roj Medvegyev történész szerint Sztálin az 1930-as évek végén rehabilitálta a patriarchátust, hogy a szovjet ortodox közösséget összefogja és mozgósítsa a hazáért, amelyben a háborús globalizáció immár elkerülhetetlennek tűnt. 1943-ban, a sztálingrádi csata után a patriarchátust teljesen legalizálták.
Az 1920-as években, az októberi forradalmat követően a külföldön élő orosz ortodox közösség szakadás főszereplője lett, mivel újjáalakult az orosz ortodox egyház külföldön. A szakadár egyház székhelye először Szerbiában, majd az Egyesült Államokban, Jordanville-ben volt.
A két egyház közeledését követően 2007. május 17-én az egyházszakadást megszüntették, amikor II. Alekszij orosz pátriárka és Lavr metropolita, az orosz egyház külhoni szinódusának vezetője aláírta az újraegyesítési aktust. Neve Megváltó Krisztus székesegyháza Moszkvában lett. Az aláírást követően a két delegáció közösen ünnepelte az Eucharisztiát.
2000-ben felmerült az észt probléma. Miután Észtország függetlenné vált, püspökei autokefáliát kértek egyházuk számára. A moszkovita tagadás miatt sértődötten és még inkább felháborodva, mert II. Alekszij pátriárka, akinek édesapja pétervári származású Észtországban született, Konstantinápolyhoz fordultak, amely hely adott a kérésnek. Azóta az orosz ortodox egyház papsága liturgiájának kánonjában egy ideig már nem említették Konstantinápoly pátriárkájának emlékét. 2008. július 27-én a két pátriárka Oroszország megkeresztelkedésének 1020. évfordulója alkalmából Kijevben tartotta az isteni liturgiát, majd találkozott is, így csalódást okozva az ukrán kormánynak az Egyház megzavarására irányuló terveiben.
I. Kirill pátriárka trónra lépésének napján, 2009. február 1-jén II. Alekszij pátriárka 2008. novemberi halála után, Kalinyingrád és Szmolenszk I. Kirill metropolitáját választották meg Moszkva és egész Oroszország új pátriárkájának.

### Üldöztetése a kommunizmus évei alatt
Az orosz ortodox egyház már az 1917-es októberi orosz forradalom utáni első napokban a hatalom egyik célpontjává vált, mivel a vallás súlyos ellenforradalmi tényezőnek számított az ateizmust propagáló kommunisták szemében. Az ellentétet erősítette, hogy az Egyház a kommunistaellenes erőket támogatta az oroszországi polgárháború idején.
A hatalom az Egyház teljes vagyonát államosította, sok templomot és kolostort leromboltak vagy világi célra alakítottak át, a közel 30 ezer templomból és kolostorból összesen 500 maradt az Egyház használatában. A személyes bosszú sem maradt el: Lenin utasítására érsekek, püspökök százait, papok, szerzetesek ezreit, néha különös kegyetlenséggel legyilkoltak.
Sztálin alatt az elnyomás tovább fokozódott: összesen 130 ezer papot vittek koncentrációs táborba, kétharmaduk belehalt.
A harcosan antikommunista álláspontú Tyihon moszkvai pátriárka 1925-ös halála után a hatóságok megtiltották új pátriárka választását.
Miután Németország 1941-ben megtámadta a Szovjetuniót, Sztálin enyhített az egyházellenes politikán, mivel a hatalomnak szüksége volt minden támogatásra a külső ellenség ellen: sok templomot visszaadtak az Egyháznak, újraengedélyezték a papképzést, korlátozott autonómiát kapott az Egyház. Új pátriárkát választottak Szergij személyében, aki a kommunista hatóságokkal való együttműködés elvét hirdette.
A viszonylagos engedékenység 1959-ig tartott, amikor Hruscsov újra beindította az „nép ópiuma” elleni harcot: a hatóságok több ezer templomot ismét bezártak, a papokat titkosszolgálati megfigyelés alá helyezték, a vallási szertartásokon részt vevő világiak ellen súlyos munkahelyi és egyéb megtorlásokat alkalmaztak. Ez a politika egészen Gorbacsov idejéig folytatódott, 1988-tól a hatalom de facto visszaadta az Egyház teljes autonómiáját.

## ROCOR
1917-ben Tyihon pátriárka felszólította az Oroszország területén kívüli orosz ortodox egyházközségeket, hogy szakadjanak el az Egyháztól az oroszországi kommunista hatalom miatt. Így került megalakításra az Oroszországon kívüli orosz ortodox egyház (közismert neve ROCOR, angol nevének – Russian Orthodox Church Outside of Russia – rövidítéséből), amely USA-központtal működött. 2007. május 17-én a ROCOR egy része közösségre lépett a Moszkvai Patriarkátussal, viszont voltak, akik ezt a szövetséget nem támogatták, ők Agafangel (Paskovszkij) Metropolita vezetésével továbbra is önálló felekezetet alkotnak ROCOR néven.

## Magyarországon
Magyarországi része az Orosz Ortodox Egyház, Moszkvai Patriarkátus – Magyar egyházmegye, amelynek székhelye Budapest Belvárosában van.

## Szakadárok
A 17. században belőle vált le az óhitűek csoportja.
Néhány ezer hívő csatlakozott Rómához. Ez az orosz bizánci katolikus egyház néven ismert uniátus keleti katolikus egyház.

## Fordítás
- Ez a szócikk részben vagy egészben  a   Chiesa ortodossa russa című olasz Wikipédia-szócikk ezen változatának fordításán alapul.  Az eredeti cikk szerkesztőit annak laptörténete sorolja fel. Ez a jelzés csupán a megfogalmazás eredetét és a szerzői jogokat jelzi, nem szolgál a cikkben szereplő információk forrásmegjelöléseként.